# Homalium foetidum
Homalium foetidum är en videväxtart som först beskrevs av William Roxburgh, och fick sitt nu gällande namn av George Bentham. Homalium foetidum ingår i släktet Homalium och familjen videväxter. Inga underarter finns listade i Catalogue of Life.